# Walther Neto
José Leme Walther Neto (Londrina, 1964) é um diretor, pianista, compositor, maestro, cineasta, diretor artístico, Produtor e Fotógrafo brasileiro, filho do Dentista e professor Luiz Reynaldo de Figueiredo Walter e da professora universitária Déa Christino Walter.

## Biografia
Em 1984 iniciou seus estudos em Composição e Regência em São Paulo, na Faculdade de Artes Alcântara Machado (FAAM), com professores como Ricardo Rizeck, Flavio Florence, Marília Pini, Ricardo Lobo, Aloisio Pontes e José Briamonte. Estudou também Composição para Cinema e TV com Guy Michelmore e fez cursos de Pós-produção e Mixagem nos Estados Unidos.
Nos anos de 1986 a 1989 trabalhou como maestro, pianista e arranjador no Palladium, teatro da Broadway em São Paulo, em musicais de entretenimento de Abelardo Figueiredo, com grandes artistas brasileiros como Miele, Pery Ribeiro, Claudia Telles, Cauby Peixoto, Angela Maria, Dercy Gonçalves, Celia, Tony Ramos, Altamiro Carrilho, Vanusa, Agnaldo Rayol, The Chordettes, The Diamond Sob direção musical do Maestro José Briamonte com os quais aprimorou seus conhecimentos acadêmicos de música popular e erudita por meio da experiência prática, desenvolvendo conhecimentos de música brasileira e refinando suas habilidades como arranjador e compositor.
Nesse período teve início também seu contato com a área de produção, tendo sido o seu primeiro grande projeto a produção, composição e execução das músicas para o espetáculo multimídia "O Pequeno Grande Mundo", projeto da Nestlé, produzido pela PlayCrop e realizado no Shopping Eldorado, em 1988. Além de composições para peças teatrais de Tadeu Aguiar e Antônio Petrin.
Começou ainda nessa época seu contato com a televisão, tendo composto músicas para abertura de diversos programas do SBT (Mara Maravilha, Simony, Bozo, Mariane) e, em parceria com Renato Barbosa, os temas de final de ano da emissora de 1988 a 1990, ano em que produziu  os primeiros espetáculos com orquestra para o antigo Bamerindos.
Em 1991 ele viajou para o Japão por uma temporada de três meses fazendo a direção musical de um show de cabaré brasileiro com a famosa cantora brasileira Claudia. Ao voltar para o Brasil nessa época, assumiu a direção musical da dupla de cantores Leandro e Leonardo em suas primeiras apresentações em casas de espetáculo como o Teatro Canecão no Rio de Janeiro, Teatro Olímpia em São Paulo e Programas de Shows Musicais e Especiais da TV Globo em 1992. Na mesma época em que participou do primeiro projeto dos 03 amigos, com Chitãozinho e Xororó, Zezé de Camargo e Luciano, com a direção do Roberto Talma, além do primeiro especial Amigos&Amigos do mesmo ano.
A partir de 1993 ele iniciou os estudos nas áreas de vídeo e cinema com o diretor cinematográfico Francisco Dreux, quando assumiu a Direção musical dos shows de Roberta Miranda e Sula Miranda, período em que surgiu o primeiro embrião da sua empresa WN Produções, através da experiência com trabalhos de áudio e vídeo feitos para a Nestlé, produzidos pela Véritas.
A partir de 1995 começou a estudar direção de televisão e cinema, cinematografia, edição e engenharia de televisão no Brasil e nos Estados Unidos. Dirigiu vários documentários e gravações de óperas em Sofia, Bulgária, Inglaterra, Manaus e Belém, documentários esportivos, programas de televisão como Rally dos Sertões, BSP Poker, além de especiais de TV como Contigo TV Prize for MGM e E!, curta metragens e videoclipes. Todos esses estudos o levaram a ter uma vasta experiência profissional em direção cinematográfica, produção musical, composição, musicais, música para TV, composição musical para cinema e projetos multimídia. Foi, também, responsável pela legendagem dos canais HBO, History e EAMundo, realizando uma média de 30 filmes/mês.
Entre os anos de 2000 a 2013 Walther fez uma série de cursos na National Broadcas Association em Las Vegas, nas áreas de tecnologias visuais, direção de fotografia, direção e uso de elementos técnicos sincronizados. Na mesma época em que iniciou seu trabalho como Produtor, Criador de Musicais, Shows e Espetáculos Multimídia para grandes eventos, atuando em Concertos de Natal e eventos corporativos, com destaque nos espetáculos do Natal Luz (de 2001 a 2014, e voltando em 2019 até então) com o Na ti vi ta tem, A Fantástica Fábrica, A Árvore da Lagoa Rodrigo de Freitas, Abertura das Olimpíadas Militares do Rio, o espetáculo Korvatunturi, O Artesão dos Sonhos, Concertos de Natal na Av. Paulista e o show Iluminare. Também produziu espetáculos como Diretor Musical e Arranjador dos Prêmios Bravo de Cultura, com artistas como Jair Rodrigues, Arnaldo Antunes, Mariana Ayda, Nina Becker e Tom Zé.
Hoje atua na área de Direção musical, Direção de filmes, documentários e programas, além de Direção técnica de vários espetáculos com múltipla projeção, sincronismo de áudio e fogos de artifício pelo Brasil.

## Trabalhos
- 2023 - "Destinos Opostos[12]" - (Roteiro) (Direção) (Direção de Fotografia) (Composição) (Edição)
- 2023 - "Pantaneiro[13]" - (Roteiro Original) (Direção) (Cinematografia) (Trilha Original)
- 2022 - "50 anos de Emoção" - (Roteiro) (Direção Geral) (Direção Musical) (Trilha Sonora Original) (Montagem)
- 2022 - "Minimalist Whispers" - (Roteiro) (Direção) (Composição)
- 2022 - "Sem Fôlego" - (Sound Design)
- 2022 - "Distrito 666[14]" - (Sound Design) (Sound Mix)
- 2022 - "Sonhos[15]" - (Direção) (Direção de Fotografia) (Composição)
- 2022 - "The Journey PANTANAL BRAZIL[16]" - (Direção) (Cinematografia) (Composição) (Edição)
- 2021 - "Natalis - A Criação - 36º Natal Luz de Gramado[17]" - (Roteiro) (Direção Artística) (Direção Musical) (Composição) (Arranjos)
- 2021 - "City of Angels - Spoken Word[18]" - (Direção) (Cinematografia) (Composição) (Edição)
- 2021 - "Renaissance Man[19]" - (Direção) (Direção de Fotografia) (Composição) (Edição)
- 2021 - "A Man of a Passion[20]" - (Roteiro) (Direção) (Direção de Fotografia) (Composição) (Edição)
- 2021 - "Papo com a Lenda NBA[21]" - (Direção) (Direção de Fotografia)
- 2021 - "Vintage Culture NBA BR[22]" - (Direção) (Direção de Fotografia)
- 2021 - "Drik Barbosa NBA BR[23]" - (Direção) (Direção de Fotografia)
- 2021 - "Rashid NBA BR[24]" - (Direção) (Direção de Fotografia)
- 2021 - "Marcelo D2 NBA BR[25]" - (Direção) (Direção de Fotografia)
- 2021 - "Emicida NBA BR[26]" - (Direção) (Direção de Fotografia)
- 2021 - "Pocah NBA BR[27]" - (Direção) (Direção de Fotografia)
- 2020 - "Thailand Dream[28]" - (Direção) (Cinematografia) (Composição)
- 2019 - "Ilumination - Natal Luz de Gramado[29]" - (Direção Artística) (Direção Musical)
- 2018 - "Badi[30]" - (Direção Musical) (Supervisão de Som)
- 2015 - "O Artesão dos Sonhos - Natal Luz de Gramado[11]" - (Direção Artística) (Direção Musical)
- 2015 - "Em busca de Noel - Natal Luz de Gramado[31]" - (Direção Artística) (Composição)
- 2012 - "20º Rally Internacional dos Sertões - 20 anos[32]" (Direção) (Direção de Fotografia) (Composição)
- 2012 - "Fantástica Fábrica - 25 Anos do Natal Luz de Gramado[33]" - (Direção Musical) (Produção Musical) (Direção de Fotografia) (Composição)
- 2012 - "Natal Luz - 25 anos[34]" - (Direção Musical) (Direção de Fotografia) (Composição)
- 2012 - "Invasão[35]" - (Direção) (Direção Musical) (Direção de Fotografia)
- 2012 - "Nativitaten - 25 Anos Natal Luz de Gramado[9]" - (Direção) (Direção Musical) (Composição)
- 2012 - "Korvatunturi - Natal Luz de Gramado[36]" - (Direção Técnica) (Direção Musical) (Composição)
- 2011 - "19º Rally Internacional dos Sertões[37]" - (Direção) (Direção de Fotografia) (Composição)
- 2010 - "18º Rally Internacional dos Sertões[38]" - (Direção) (Direção de Fotografia) (Composição)
- 2010 - "BSOP Brasilian Series of Poker[39]" - (Direção) (Direção de Fotografia) (Direção Musical)
- 2009 - "17º Rally Internacional dos Sertões[40]" - (Direção) (Direção de Fotografia) (Composição)
- 2008 - "16º Rally Internacional dos Sertões - Mundial[41]" - (Direção) (Direção de Fotografia) (Composição)
- 2007 - "15º Rally Internacional dos Sertões - 15 anos[42]" - (Direção) (Direção de Fotografia) (Composição)
- 2006 - "14º Rally Internacional dos Sertões[43]" - (Direção) (Direção de Fotografia) (Composição)
- 2005 - "13º Rally Internacional dos Sertões - Mundial[44]" - (Direção) (Direção de Fotografia) (Composição)
- 2005 - "Bug Jargal[45]" - (Direção) (Cinematografia)
- 2004 - "Da Paz - O Teatro da Amazônia[46]" - (Composição)
- 2004 - "12º Rally Internacional dos Sertões[47]" - (Direção) (Direção de Fotografia) (Composição)
- 2003 - "11º Rally Internacional dos Sertões[48]" - (Co-Direção) (Direção Musical) (Direção de Fotografia) (Composição) (Sound Mix)
- 2003 - "Festival de Ópera do Theatro da Paz - Pagliacci[49]" - (Direção) (Direção de Fotografia)
- 2002 - "10º Rally Internacional dos Sertões[50]" - (Co-Direção) (Direção Musical) (Direção de Fotografia) (Direção Cinematográfica) (Composição)
- 2002 - "Mitsubishi Campea Dakar[51]" - (Produção Musical) (Assistente de Produção) (Supervisão de Edição)
- 2002 - "Festival de Ópera do Theatro da Paz - Viúva Alegre[52]" - (Direção) (Direção de Fotografia)
- 2002 - "Festival de Ópera do Theatro da Paz - Macbeth[53]" - (Direção) (Direção de Fotografia)
- 2001 - "9º Rally Internacional dos Sertões[54]" - (Co-Direção) (Direção Musical) (Direção de Fotografia) (Direção Cinematográfica) (Composição) (Sound Mix)
- 2001 - "Natal Luz - Gramado -" -
- 2000 - "8º Rally Internacional dos Sertões[55]" - (Co-Direção) (Direção Musical) (Direção de Fotografia) (Direção Cinematográfica) (Composição) (Cameraman) (Soud Mix)
- 1999 - "VII Rally Internacional dos Sertões[56]" - (Co-Direção) (Direção Musical) (Direção de Fotografia) (Sound Mix)
- 1997 - "V Rally Internacional dos Sertões[57]" - (Direção) (Direção de Fotografia) (Composição) (Sound Mix)
- 1996 - "Reencarnação[58]" - (Composição)
- 1989 - "Três Marias e uma Rosa" - (Composição)
- 1989 - "O Doente Imaginário" - (Composição)
- 1989 - "Cara & Coroa" - (Arranjador)
- 1988 - "A Mentira nossa de cada dia[59]" - (Composição)
- 1988 - "O Pequeno Grande Mundo" - Nestlé - (Produção, Composição e Execução das músicas)

## Premiações
- 2023 - Melhor Diretor e Melhor Filme Artístico Experimental no Cannes 7th Art Awards, em Cannes/França, por Dreams.
- 2022 - Melhor Diretor no The Gladiator Film Festival, em Instabull/Turquia, por Destinos Opostos.
- 2022 - Melhor Recurso Internacional no Marina del Rey Film Festival, em Los Angeles/Califórnia, por Destinos Opostos.
- 2022 - Semi-finalista no Lonely Wolf, em Londres/Inglaterra, por Renaissance Man.
- 2022 - Melhor Filme de Arte de Casa, no 8 & Halfilm Awards, por Dreams.
- 2022 - Melhor Trilha no Los Angeles Film Awards, em Los Angeles/Califórnia, por Dreams.
- 2022 - Melhor Trilha Original e Melhor Super curta-metragem no New York Movie Awards em New York/Eua, por Renaissance Man.
- 2022 - Melhor Trilha Original e Melhor Filme Experimental no Florence Film Awards[60] em Florença/Itália, por Minimalist Whispers.
- 2022 - Best Original Soundtrack no Emerald Peacock em Berlim/Alemanha, por Minimalist Whispers.
- 2022 - Melhor Desenho de Som no Art Film Awards na Macedônia/Grécia, por Renaissance Man.
- 2022 - Melhor Filme Experimental no Cannes Shorts em Cannes/França, por Minimalist Whispers.
- 2022 - Melhor Filme Experimental no Hollywood Gold Awards em Hollywood/Califórnia, por Minimalist Whispers.
- 2022 - Melhor Filme Experimental e Melhor Trilha Sonora no World Film Carnival - Singapore[61] em Singapura/Malásia, por Dreams.
- 2022 - Melhor Filme com menos de 5 minutos, Melhor Filme Experimental e Melhor monólogo no Oniros Film Awards em New York/Eua, por Renaissance Man.
- 2022 - Melhor Documentário - Curta-metragem no Paris Play Film Festival em Paris/França, por Pantaneiro.
- 2022 - Melhor Filme de Viagem no World Film Carnival - Singapore em Singapura/Malásia, por Thailand Dreams.
- 2022 - Melhor Filme sobre Natureza/ Meio Ambiente/ Vida Selvagem no World Film Carnival - Singapore em Singapura/Malásia, por The Journey "Pantanal Brazil".
- 2022 - Melhor Drone em Filme no Calcutta International Cult Film Festival em Calcutá/Índia, por The Journey "Pantanal Brazil".
- 2022 - Semi-Finalista no Rotterdam Independent Film Festival, por Minimalist Whispers.
- 2022 - Semi-Finalista no  Serbest International Fillm Festival, por Dreams.
- 2022 - Menção Honrosa no Milan Gold Awards, em Milan/Italy, por Minimalist Whispers.
- 2022 - Menção Honrosa no Golden Giraffe International Film Festival, em Nice/França, por Minimalist Whispers.
- 2022 - Menção Honrosa no London Movie Awards em Londes/Inglaterra, por Pantaneiro.
- 2022 - Menção Honrosa no Florence Film Awards em Florence/Itália, por Dreams.
- 2022 - Menção Honrosa no Eastern Europe Film Festival, por The Journey Pantanal Brazil.
- 2022 - Menção Honrosa no Your Way International Film Festival em Valleta/Malta, por Minimalist Whispers.
- 1989 - Indicado ao Prêmio Apetesp de Teatro 1988.